# Mistrzostwa Europy w Kajakarstwie 2018
Mistrzostwa Europy w Kajakarstwie 2018 odbyły się w dniach 8–10 czerwca 2018 roku w stolicy Serbii Belgradzie.

## Tabela medalowa
| Miejsce | Państwo    | Złoto | Srebro | Brąz | Razem |
| ------- | ---------- | ----- | ------ | ---- | ----- |
| 1       | Węgry      | 6     | 5      | 4    | 15    |
| 2       | Niemcy     | 4     | 5      | 2    | 11    |
| 3       | Rosja      | 3     | 6      | 3    | 12    |
| 4       | Białoruś   | 3     | 5      | 1    | 9     |
| 5       | Hiszpania  | 3     | 1      | 3    | 7     |
| 6       | Czechy     | 3     | 0      | 0    | 3     |
| 7       | Polska     | 2     | 1      | 4    | 7     |
| 8       | Portugalia | 2     | 1      | 1    | 4     |
| 9       | Serbia     | 1     | 1      | 1    | 3     |
| 10      | Francja    | 1     | 1      | 0    | 2     |
| 10      | Rumunia    | 1     | 1      | 0    | 2     |
| 12      | Gruzja     | 1     | 0      | 0    | 1     |
| 13      | Ukraina    | 0     | 2      | 3    | 5     |
| 14      | Słowacja   | 0     | 1      | 0    | 1     |
| 14      | Litwa      | 0     | 1      | 0    | 1     |
| 16      | Belgia     | 0     | 0      | 2    | 2     |
| 16      | Włochy     | 0     | 0      | 2    | 2     |
| 18      | Dania      | 0     | 0      | 1    | 1     |
| 18      | Mołdawia   | 0     | 0      | 1    | 1     |
| 18      | Norwegia   | 0     | 0      | 1    | 1     |
| 18      | Szwecja    | 0     | 0      | 1    | 1     |
|         | Razem      | 30    | 31     | 30   | 91    |

## Medaliści

### Mężczyźni

#### Kanadyjki
| Konkurencja | Złoto                                                                   | Czas     | Srebro                                                                      | Czas     | Brąz                                                                               | Czas     |
| C-1 200 m   | Zaza Nadiradze                                                          | 0:39,200 | Iwan Sztyl                                                                  | 0:39,224 | Artsem Kozyr                                                                       | 0:39,468 |
| C-1 500 m   | Martin Fuksa                                                            | 1:47,404 | Sebastian Brendel                                                           | 1:47,659 | Oleg Tarnovskyi                                                                    | 1:48,454 |
| C-1 1000 m  | Martin Fuksa                                                            | 3:46,723 | Sebastian Brendel                                                           | 3:46,810 | Carlo Tacchini                                                                     | 3:51,916 |
| C-1 5000 m  |                                                                         |          |                                                                             |          |                                                                                    |          |
| C-2 200 m   | Rosja · Alexander Kovalenko · Iwan Sztyl                                | 0:35,919 | Białoruś · Hleb Saladukha · Dzianis Makhlai                                 | 0:36,139 | Polska · Arsen Śliwiński · Michał Łubniewski                                       | 0:36,475 |
| C-2 500 m   | Rumunia · Leonid Carp · Victor Mihalachi                                | 1:38,165 | Rosja · Pawieł Pietrow · Michaił Pawłow                                     | 1:38,945 | Ukraina · Dmytro Janczuk · Taras Miszczuk                                          | 1:38,985 |
| C-2 1000 m  | Niemcy · Yul Oeltze · Peter Kretschmer                                  | 3:25,041 | Rumunia · Leonid Carp · Victor Mihalachi                                    | 3:25,481 | Hiszpania · Sergio Vallejo · Adrián Sieiro                                         | 3:27,414 |
| C-4 500 m   | Rosja · Pawieł Pietrow · Wiktor Melantiew · Michaił Pawłow · Iwan Sztyl | 1:29,155 | Ukraina · Jurij Wandiuk · Ołeh Borowyk · Andrij Rybaczok · Ołeksandr Siwkow | 1:30,941 | Polska · Wiktor Głazunow · Michał Łubniewski · Arsen Śliwiński · Marcin Grzybowski | 1:31,008 |

#### Kajaki
| Konkurencja | Złoto                                                                            | Czas      | Srebro                                                              | Czas      | Brąz                                                                         | Czas      |
| K-1 200 m   | Carlos Garrote                                                                   | 0:34,655  | Arturas Seja                                                        | 0:34,783  | Marko Dragosavljevic                                                         | 0:34,801  |
| K-1 500 m   | Josef Dostál                                                                     | 1:36,398  | Ołeh Kucharyk                                                       | 1:37,333  | Fernando Pimenta                                                             | 1:37,393  |
| K-1 1000 m  | Fernando Pimenta                                                                 | 3:29,200  | Bálint Kopasz                                                       | 3:29,480  | Max Rendschmidt                                                              | 3:31,520  |
| K-1 5000 m  | Max Hoff                                                                         | 20:27,960 | Fernando Pimenta                                                    | 20:38,790 | Eivind Vold                                                                  | 20:50,610 |
| K-2 200 m   | Hiszpania · Saul Craviotto Rivero · Cristian Toro                                | 0:31,250  | Serbia · Nebojsa Grujic · Marko Novakovic                           | 0:31,388  | Węgry · Márk Balaska · Balazs Birkas                                         | 0:31,600  |
| K-2 500 m   | Węgry · Milán Mozgi · Tamas Somoracz                                             | 1:27,500  | Hiszpania · Marcus Walz · Rodrigo Germade                           | 1:27,630  | Rosja · Jurij Postrygaj · Wasilij Pogreban                                   | 1:27,630  |
| K-2 1000 m  | Serbia · Marko Tomićević · Milenko Zorić                                         | 3:04,940  | Niemcy · Max Hoff · Marcus Gross                                    | 3:06,206  | Hiszpania · Francisco Cubelos · Íñigo Peña                                   | 3:06,750  |
| K-4 500 m   | Hiszpania · Saúl Craviotto · Marcus Walz · Cristian Toro · Rodrigo Germade       | 1:18,559  | Niemcy · Max Rendschmidt · Tom Liebscher · Ronald Rauhe · Max Lemke | 1:18,573  | Węgry · Sándor Tótka · Miklós Dudás · Péter Molnár · István Kuli             | 1:19,939  |
| K-4 1000 m  | Białoruś · Kiryl Nikitsin · Vitaliy Bialko · Ilya Fedarenka · Raman Piatruszenka | 2:48,841  | Słowacja · Samuel Baláž · Gábor Jakubik · Milan Frana · Tibor Linka | 2:49,491  | Hiszpania · Javier Hernanz · Aitor Gorrotxategi · Pelayo Roza · Ruben Millan | 2:49,701  |

### Kobiety

#### Kanadyjki
| Konkurencja | Złoto                               | Czas     | Srebro                                          | Czas     | Brąz                                        | Czas     |
| C-1 200 m   | Olesia Romaszenko                   | 0:45,726 | Dorota Borowska                                 | 0:46,222 | Virág Balla                                 | 0:46,470 |
| C-1 500 m   | Alena Nazdrova                      | 2:03,053 | Kseniia Kurach                                  | 2:05,013 | Liudmyla Luzan                              | 2:07,173 |
| C-1 5000 m  |                                     |          |                                                 |          |                                             |          |
| C-2 200 m   | Węgry · Virág Balla · Kincsö Takács | 0:42,730 | Białoruś · Alena Nazdrowa · Kamila Bobr         | 0:43,247 | Rosja · Irina Andrejewa · Olesia Romaszenko | 0:43,374 |
| C-2 500 m   | Węgry · Virág Balla · Kincső Takács | 1:55,678 | Białoruś · Nadzieja Makarczanka · Volha Klimava | 1:56,238 | Rosja · Irina Andreeva · Olesia Romasenko   | 1:56,987 |

#### Kajaki
| Konkurencja | Złoto                                                               | Czas     | Srebro                                                                             | Czas     | Brąz                                                                                     | Czas     |
| K-1 200 m   | Marta Walczykiewicz                                                 | 0:39,697 | Danuta Kozák                                                                       | 0:40,023 | Emma Jørgensen                                                                           | 0:40,199 |
| K-1 500 m   | Danuta Kozák                                                        | 1:47,742 | Wolha Chudzienka                                                                   | 1:48,762 | Anna Puławska                                                                            | 1:50,518 |
| K-1 1000 m  | Nina Krankemann                                                     | 3:57,229 | Tamara Takács                                                                      | 3:57,355 | Karin Johansson                                                                          | 4:02,645 |
| K-1 5000 m  |                                                                     |          |                                                                                    |          |                                                                                          |          |
| K-2 200 m   | Portugalia · Teresa Portela · Joana Vasconcelos                     | 0:37,055 | Rosja · Natalia Podolskaja · Wiera Sobetowa                                        | 0:37,083 | Polska · Dominika Włodarczyk · Katarzyna Kołodziejczyk                                   | 0:37,147 |
| K-2 500 m   | Francja · Manon Hostens · Sarah Guyot                               | 1:39,257 | Węgry · Erika Medveczky · Tamara Csipes                                            | 1:39,447 | Belgia · Hermien Peters · Lize Broekx                                                    | 1:40,412 |
| K-2 1000 m  | Polska · Justyna Iskrzycka · Paulina Paszek                         | 3:31,645 | Niemcy · Sarah Brüßler · Melanie Gebhardt                                          | 3:31,915 | Węgry · Noémi Pupp · Tamara Csipes                                                       | 3:36,271 |
| K-4 500 m   | Węgry · Anna Kárász · Erika Medveczky · Danuta Kozák · Dóra Bodonyi | 1:28,933 | Białoruś · Alina Swita · Nadzieja Lapieszka · Maryna Litwinczuk · Wolha Chudzienka | 1:30,067 | Rosja · Kira Stepanova · Wiera Sobetowa · Swietłana Chernigowskaja · Anastazja Panczenko | 1:30,553 |